# PulseAudio
PulseAudio (voorheen Polypaudio) is een computerprogramma voor geluidsweergave. Het is een genetwerkte multiplatform-geluidsserver, meestal gebruikt door Linux-gebaseerde en BSD-gebaseerde besturingssystemen. Het kan gebruikt worden als een verbeterde drop-in (ontworpen voor gemakkelijke plaatsing en direct te gebruiken) vervanging voor de Enlightened Sound Daemon (ESD).
PulseAudio werkt onder Windows en POSIX-compatibele platformen waaronder Linux en FreeBSD. PulseAudio is vrije software en opensourcesoftware en wordt uitgegeven onder de LGPL 2.1. PulseAudio wordt onder meer gebruikt in Ubuntu en OpenSUSE als aanvulling op ALSA. PulseAudio draait in user space en biedt meer functies aan dan ALSA, dat in kernel space draait.
Omdat niet alle programma's compatibel zijn met PulseAudio kan ALSA echter niet zomaar worden verwijderd. Omgekeerd zijn een aantal programma's afhankelijk van PulseAudio om te werken. Er bestaan programma's (bijvoorbeeld apulse) om PulseAudio-gedrag na te bootsen terwijl er verder gewoon met ALSA wordt gewerkt.

## Versiegeschiedenis
Versie 3.0 verscheen op 17 december 2012. Versie 4.0 werd uitgebracht op 3 juni 2013. Deze versie bevatte onder meer verbeterde bluetooth-ondersteuning. Versie 5, uitgebracht op 3 maart 2014, bracht BlueZ 5-ondersteuning voor AD2P. Om VoIP-bluetooth-headsets te ondersteunen is er nog steeds BlueZ 4-ondersteuning aanwezig.

## Alternatieven
- ALSA
- JACK
- PipeWire (opvolger van PulseAudio)